# Арамешти (Њамц)
Арамешти (рум. Arămești) насеље је у Румунији у округу Њамц у општини Бахна. Oпштина се налази на надморској висини од 240 m.

## Становништво
Према подацима из 2002. године у насељу је живело 44 становника, од којих су сви румунске националности.